# Пінілья-де-Моліна
Пінілья-де-Моліна (ісп. Pinilla de Molina) — муніципалітет в Іспанії, у складі автономної спільноти Кастилія-Ла-Манча, у провінції Гвадалахара. Населення — 27 осіб (2010).
Муніципалітет розташований на відстані близько 160 км на схід від Мадрида, 110 км на схід від Гвадалахари.

## Демографія
Динаміка населення (INE ):

## Галерея зображень

Розташування муніципалітету у провінції Гвадалахара